# Кенжеколь
Кенжеко́ль (каз. Кенжекөл) — село у складі Павлодарської міської адміністрації Павлодарської області Казахстану. Адміністративний центр Кенжекольського сільського округу.
Населення — 7047 осіб (2021; 3978 у 2009, 2848 у 1999, 3055 у 1989).
Національний склад станом на 1989 рік:
- казахи — 58 %
- росіяни — 24 %